# José Inés Ramírez Cobián
José Inés Ramírez Cobián (Villa de Álvarez, Colima, 20 de abril de 1916 – 4 de abril de 2005) fue un político y escritor mexicano, Presidente Municipal de Villa de Álvarez en el período 1965 – 1967, autor del compendio “Testamentos de Judas” editado en 1994 y coautor de “Historia de los Festejos Charrotaurinos de Villa de Álvarez” junto con el Prof. Salvador Olvera Cruz. Reconocido como Villalvarense distinguido el 26 de mayo de 2004 por el H. Congreso del Estado de Colima.
Sus padres fueron Feliciano Ramírez de la Torre y Felicitas Cobián Pérez. Estudió la primaria en las escuelas Rubén Darío, Miguel Hidalgo y Benito Juárez de la capital del estado. Posteriormente ingresó al Seminario de Colima, pero la muerte de su padre le obligó a abandonar en 1934 la formación sacerdotal. a la edad de 19 años inició una carrera política en ascenso, primero al interior del Partido Nacional Revolucionario, después Partido de la Revolución Mexicana y desde 1946 Partido Revolucionario Institucional. Su interés por la política lo llevó a desempeñar diferentes posiciones en la vida pública del municipio, como juez de Paz, secretario del Ayuntamiento, regidor y juez de Registro Civil. Como presidente municipal de Villa de Álvarez, su gestión es recordada por su obra constructora y por el gran impulso que brindó al deporte y a la juventud.
Fue ejecutor de varios oficios: ladrillero, salinero, agricultor, entre otros, aunque también fue maestro de etimología, administrador y escritor. Se le reconoce como impulsor del ahorro al crear las primeras cajas populares en la entidad, llegando a ser Presidente del Consejo de Vigilancia de la Federación de Cooperativas a nivel nacional.